# Reichsgau Steiermark

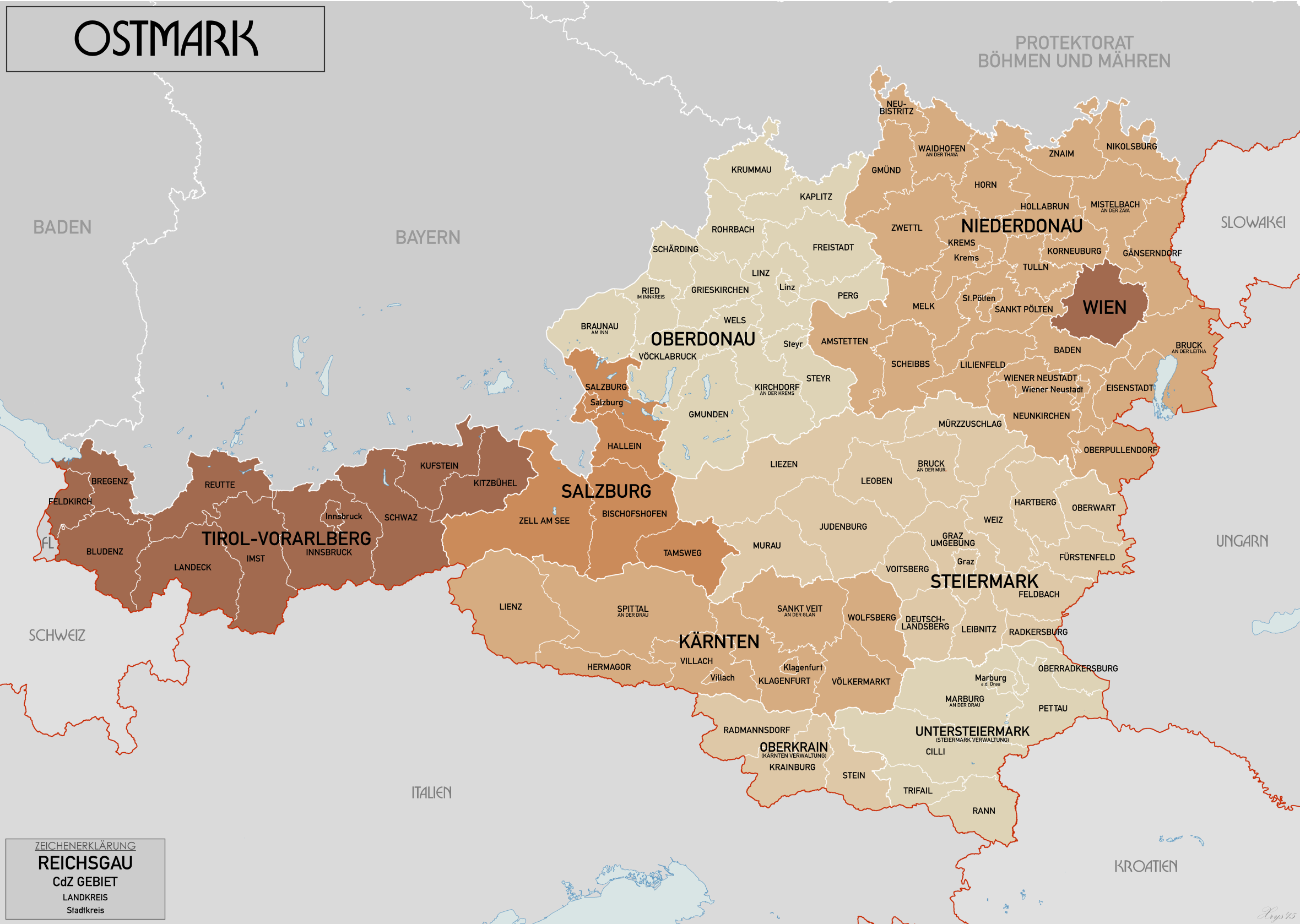
Ostmark 1941: Reichsgaue, Land- und Stadtkreise

Der Gau Steiermark war eine Verwaltungseinheit der NSDAP, aus dem nach der „Anschluss Österreichs“ 1938 durch das Ostmarkgesetz vom 14. April 1939 ein Reichsgau wurde, einer der Alpen- und Donau-Reichsgaue. Umgesetzt wurde dieses Gesetz erst 1940. 

## Geschichte und Struktur
Den Parteigau gab es seit 1926, seit November 1928 unter dem Gauleiter Walther Oberhaidacher, der ab 1929 Gemeinderat in Graz war. Nach Verhaftungen setzte er sich 1933 in das Deutsche Reich ab und wurde als Gauleiter im Juli 1934 beurlaubt. Sein Nachfolger in der illegalen Zeit der NSDAP wurde Sepp Helfrich.
Nach der Besetzung Österreichs hatte die nationalsozialistische Führung die Absicht, den Grenzgau Steiermark zu einem Mustergau im Südosten des Deutschen Reiches zu machen. Helfrich, der am 12. März 1938 zunächst auch Landeshauptmann wurde, und den anderen „alten Kämpfern“ traute man diese Aufgabe nicht zu. Der noch junge, bereits promovierte Sigfried Uiberreither wurde im Rang eines SA-Gruppenführers mit Wirkung vom 22. Mai 1938 von Hitler zum Gauleiter ernannt. Am 9. Juni 1938 übernahm er das Amt des Landeshauptmanns, der an Weisungen aus Berlin gebunden war. Im selben Jahr erfolgte seine Ernennung zum SA-Brigadeführer für die Mittelsteiermark. Dem Gau Steiermark wurde mit 15. Oktober 1938 das südliche Burgenland angegliedert, während das Ausseer Land zu Oberösterreich gelangte. 1939 wurden die verbliebenen ehemals österreichischen Länder mit dem Ostmarkgesetz in Reichsgaue mit einem Reichsstatthalter an der Spitze umgewandelt. Am 31. März 1940 erlosch die Tätigkeit Uiberreithers als Landeshauptmann, weil die Steiermark ein Reichsgau geworden war. Er wurde Reichsstatthalter der Steiermark. An der Spitze des Reichsgaues stand für den staatlichen Bereich der Reichsstatthalter und für die Parteiangelegenheiten der Gauleiter. Dessen Stellvertreter waren Otto Christandl (März/April 1938) und Tobias Portschy (24. Mai 1938–1945).
Über 10,5 % der im Gau Steiermark (ohne Untersteiermark) lebenden „Volksgenossen“ waren im Jahr 1942 NSDAP-Mitglieder. Diese Mitgliederanzahl entsprach 15,5 % aller österreichischen Nationalsozialisten. Mit 30.530 Illegalen, also Mitgliedern, die schon vor 1938 Parteigenossen waren, hatte die Steiermark nach Kärnten den höchsten Anteil aller Bundesländer.
Zwischen 1938 und Ende 1939 wurden die knapp 3000 Juden, die in der Steiermark lebten, durch Verfolgungen, Terrorisierung, Zerstörung ihrer Synagogen und Zeremonienhallen sowie durch Beschlagnahme ihres Eigentums aus dem Land vertrieben.
In der Steiermark gab es einige KZ-Außenlager des KZ Mauthausen.
Die Untersteiermark und Teile von Oberkrain kamen nach der Eroberung Jugoslawiens im Balkanfeldzug zum Deutschen Reich. Uiberreither wurde von Hitler als Chef der Zivilverwaltung für die Untersteiermark eingesetzt, womit eine rigorose Germanisierungspolitik begann. Uiberreither kündigte an, das Land in drei Jahren einzudeutschen. Nach der Verhaftung der slowenischen Führungsschicht und Auflösung der slowenischen Vereine und Kulturorganisationen wurden Tausende Slowenen nach Serbien, Kroatien und ins Altreich umgesiedelt. Des Weiteren wurden schon im Mai 1941 1200 jüngere Lehrer aus der Steiermark zum Einsatz in die Untersteiermark abkommandiert und Deutsch an Stelle von Slowenisch als Unterrichtssprache an den zirka 400 Schulen eingeführt.
Uiberreither wurde wie alle Gauleiter 1942 auch zum Reichsverteidigungskommissar für den Gau Steiermark bestellt. Im nächsten Jahr folgte seine Ernennung zum SA-Obergruppenführer. Ab 1944 war er Führer des Volkssturms in der Steiermark.

## Einzelbelege
1. ↑  Stefan Karner: Die Steiermark im Dritten Reich 1938–1945. Leykam Buchverlag, Graz 1986, ISBN 3-7011-7171-8, S. 173.